# Pilier cornier

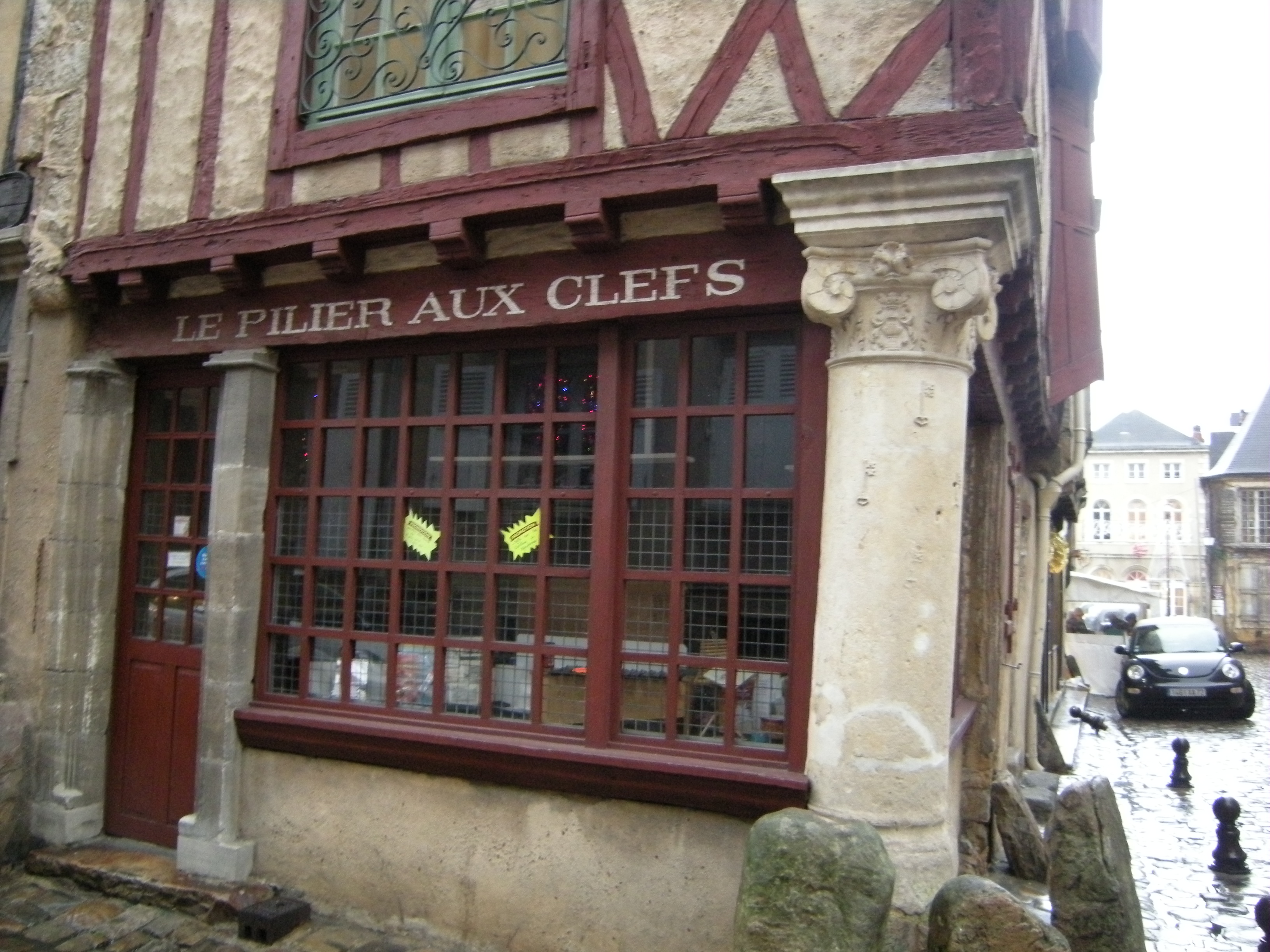
Pilier cornier de la Maison du Pilier aux Clefs (Le Mans).

Un pilier cornier est un pilier placé à l’angle d’un édifice et supportant une partie de sa structure,. Il peut parfois être orné et servir de point de repère ou d'enseigne commerciale. Dans le quartier du Vieux Mans notamment, subsistent encore une dizaine de piliers corniers au rez-de-chaussée de maisons à pans de bois.

## Exemples de piliers corniers

### Au Mans
- Maison du Pilier-Rouge
- Maison du Pilier aux Clefs

### À Chinon
- Maison du Pilier Saint-Étienne (disparue)